# Reymerston
Reymerston är en by i civil parish Garvestone, Reymerston and Thuxton, i distriktet Breckland, i grevskapet Norfolk i England. Byn är belägen 7 km från Dereham. Reymerston var en civil parish fram till 1935 när blev den en del av Garveston. Civil parish hade 220 invånare år 1931. Byn nämndes i Domedagsboken (Domesday Book) år 1086, och kallades då Raimerestuna.